# 莫拉內環礁
莫拉內環礁（Morane）是南太平洋法屬波利尼西亞的環礁，屬於土阿莫土群島的一部分，位於瑪麗亞環礁西南153公里，由甘比尔市镇管辖，長4.8公里、寬3.2公里，土地面積2平方公里，潟湖面積11平方公里，島上無人居住。
23°10′S 137°08′W / 23.167°S 137.133°W

## 外部連結
- （页面存档备份，存于）
- Names of the Paumotu Islands
- Tuamotuichthys bispinosus, a new fish species from Morane Atoll
- Atoll list (in French) （页面存档备份，存于）